# Peter Boezewinkel
Peter Johan "BOEZ" Boezewinkel (Brummen, 22 augustus 1944 – Amsterdam, 30 mei 2011) was een Nederlandse beeldend kunstenaar en ontwerper.

## Leven en werk
Peter Boezewinkel studeerde cum laude af aan de Academie voor Beeldende Kunsten te Arnhem met zijn scriptie aangaande de internationale ZERO movement. Daar ontving hij in 1965 de academieprijs voor de ‘Meest getalenteerde leerling van het jaar’ over alle afdelingen. Daarnaast profileerde hij zich in die periode tot een gewaardeerd lid van de Nul-beweging die gelieerd was aan de ZERO movement. Hij exposeerde in 1964 met grafisch werk in het Stedelijk Museum Amsterdam.

## Loopbaan als ontwerper
Vervolgens richtte hij zich voor langere tijd op zijn activiteiten in de ontwerp- en de reclamewereld. In 1978 richtte hij Boezewinkel /Solutions/Concept, Design & Art Direction op. Dit veelzijdige ideeënbureau ontwierp op een breed terrein concepten voor bedrijven en organisaties. Het uitgangspunt van Boezewinkels Solutions was de versterking van bestaande product proposities evenals de ontwikkeling van nieuwe identiteiten voor ondernemingen, producten of productgroepen.

## Onderscheidingen
Vakjury’s bekroonden de ideeën van Boezewinkel, zoals het PTT gelukstelegram. Ook ontving hij de eerste prijs in de categorie ‘Corporate Campaign’ voor Canon Europe, toegekend door de Stichting Adverteerders jury Nederland (SAN).
Boezewinkel verloochende zijn artistieke afkomst niet en legde zich uiteindelijk weer toe op zijn oude liefde. Hij trad als beeldend kunstenaar naar buiten met abstracte sculpturen en ironische objecten. Zijn credo luidt: “Als je goed kunt kijken, leer je zien.” Zowel met zijn “kunstvoorbrengselen” als met zijn originele concepten en Solutions bleef hij dit statement trouw.

## De Nul Beweging (ZERO Groep)
In 1964 sloot Boezewinkel zich aan bij de wereldwijde ZERO Group. In Nederland beter bekend als de Nul-beweging (1958 -1966). Het zijn abstracte, meestal witte reliëfs en objecten gemaakt van afvalmateriaal en industriële producten. Peter Boezewinkel exposeerde samen met andere leden van de Nul-beweging in augustus 1964 in Galerie Delta te Rotterdam, en september 1964 in Galerie 47 te Amsterdam.

## Materiaalkeuze
Naast de van de Nul-beweging bekende witte abstracten zijn er ook monochrome kunstwerken met andere kleuren (rood, geel en blauw) of het materiaal hout, van zijn hand. Hierdoor krijgt het licht in de loop van de dag vrij spel op de soms regelmatige en soms grillige vormen van het object.

## Later werk
Met de latere werken van hem: Miss Africa en Miss Manzoni verwijst hij met deze ironische vaginale reliëfs naar de Zero-kunstenaar Piero Manzoni.
Hij blijft met deze objecten loyaal aan zijn geestgenoten uit de jaren zestig, zoals Jan Schoonhoven, Henk Peeters en Armando, door middel van kleur en materiaalkeuze.

## Tentoonstellingen (selectie)
- 1964 Stedelijk Museum Amsterdam, Amsterdam
- van 31 augustus tot en met 19 september 1964 Galerie 47 Amsterdam, Amsterdam
- van 7 tot en met 20 augustus 1964 in de Delta Gallery Rotterdam, Rotterdam